# Тихта (Прокоп'євський округ)
Тихта́ (рос. Тыхта) — селище у складі Прокоп'євського округу Кемеровської області, Росія.

## Населення
Населення — 180 осіб (2010; 209 у 2002).
Національний склад (станом на 2002 рік):
- росіяни — 71 %